# José Yélamo
José Juan Yélamo Mena (Cádiz, 22 de junio de 1984) es un periodista y presentador de televisión español.

## Trayectoria
Hijo del también periodista Antonio Yélamo, que es director de la cadena SER en Andalucía, se licenció en periodismo por el Centro Universitario San Isidoro, de Sevilla. Sus inicios profesionales se sitúan en su Andalucía natal, tanto en prensa escrita (Diario de Cádiz, El Correo de Andalucía) como en televisión como responsable de la cobertura informativa en la provincia de Granada para Informativos Telecinco, en condición de becario. Además, en esa primera etapa condujo el programa eSports Generation en Gol TV.
Más tarde, pasa a Televisión española, trabajando como reportero en Málaga y después Madrid en el programa de actualidad España Directo. Más tarde regresa a Telecinco, trabajando en la zona de Algeciras.
En 2011 ficha por la cadena La Sexta, en labores de reportero para el espacio Tarde Directo. En 2014 pasa a Más vale tarde, con Mamen Mendizábal, programa en el que permanece durante siete años. En 2021, sustituye a Iñaki López en la presentación del programa de actualidad política emitido en prime time La Sexta noche. Un año más tarde, en octubre de 2022 mantiene las riendas del programa sustituto del anterior, bajo el título de LaSexta Xplica.
En febrero de 2025 se confirmó su participación como concursante de El Desafío 6 de Antena 3.

## Polémicas
Como reportero de Más vale tarde tuvo repercusión un encontronazo con la entonces secretaria general del Partido Popular María Dolores de Cospedal en junio de 2018. Un año después, con motivo de las manifestaciones de los CDR en Barcelona durante la Diada, se le acusó de alentar a los manifestantes, defendiendo el propio Yélamo su actuación como gesto defensivo. Finalmente, y de su etapa como reportero en España Directo, en 2008, se hizo viral el video en el que la presentadora del espacio, Pilar García Muñiz, le animaba en una conexión en directo a someterse a un test de detección de drogas y el periodista quedó bloqueado; realizándose finalmente la prueba, ésta dio negativo.

## Vida privada
Está casado desde 2017 con la también periodista Paula del Fraile, y son padres de una niña llamada Claudia, nacida en 2021.